# Ventilateur axial
 (septembre 2023).
 (septembre 2023).
La mise en forme du texte ne suit pas les recommandations de Wikipédia : il faut le « wikifier ».
Les points d'amélioration suivants sont les cas les plus fréquents. Le détail des points à revoir est peut-être précisé sur la page de discussion.
- Les titres sont pré-formatés par le logiciel. Ils ne sont ni en capitales, ni en gras.
- Le texte ne doit pas être écrit en capitales (les noms de famille non plus), ni en gras, ni en italique, ni en « petit »…
- Le gras n'est utilisé que pour surligner le titre de l'article dans l'introduction, une seule fois.
- L'italique est rarement utilisé : mots en langue étrangère, titres d'œuvres, noms de bateaux, etc.
- Les citations ne sont pas en italique mais en corps de texte normal. Elles sont entourées par des guillemets français : « et ».
- Les listes à puces sont à éviter, des paragraphes rédigés étant largement préférés. Les tableaux sont à réserver à la présentation de données structurées (résultats, etc.).
- Les appels de note de bas de page (petits chiffres en exposant, introduits par l'outil «  Source ») sont à placer entre la fin de phrase et le point final[comme ça].
- Les liens internes (vers d'autres articles de Wikipédia) sont à choisir avec parcimonie. Créez des liens vers des articles approfondissant le sujet. Les termes génériques sans rapport avec le sujet sont à éviter, ainsi que les répétitions de liens vers un même terme.
- Les liens externes sont à placer uniquement dans une section « Liens externes », à la fin de l'article. Ces liens sont à choisir avec parcimonie suivant les règles définies. Si un lien sert de source à l'article, son insertion dans le texte est à faire par les notes de bas de page.
- La présentation des références doit suivre les conventions bibliographiques. Il est recommandé d'utiliser les modèles {{Ouvrage}}, {{Chapitre}}, {{Article}}, {{Lien web}} et/ou {{Bibliographie}}. Le mode d'édition visuel peut mettre en forme automatiquement les références.
- Insérer une infobox (cadre d'informations à droite) n'est pas obligatoire pour parachever la mise en page.

Pour une aide détaillée, merci de consulter Aide:Wikification.
Si vous pensez que ces points ont été résolus, vous pouvez retirer ce bandeau et améliorer la mise en forme d'un autre article.
Un ventilateur axial est un type de ventilateur à travers duquel le gaz circule dans une direction axiale, parallèle à l'arbre sur lequel les pales tournent. Le flux est axial en entrée et en sortie. Le ventilateur est conçu pour produire une différence de pression, et donc une force, provoquant un écoulement à travers lui. Les performances du ventilateur sont notamment déterminées par le nombre et la forme des pales. Les ventilateurs ont de nombreuses applications, notamment dans les souffleries et les tours de refroidissement. Les paramètres opérationnels incluent la puissance, le débit, le différentiel de pression et l'efficacité.
Les ventilateurs axiaux comportent généralement moins de pales (deux à six) que les ventilateurs centrifuges. Les ventilateurs axiaux ont généralement un rayon plus grand et une vitesse de rotation (ω) inférieure par rapport aux ventilateurs canalisés (en particulier à puissance similaire).

## Calcul des paramètres
Contrairement au cas dans d'autres turbomachines, le calcul ne peut pas être effectué à partir des triangles de vitesse d'entrée et de sortie. Le calcul est alors effectué en considérant un seul triangle de vitesse, considéré pour un écoulement à travers un élément d'aube infinitésimal. L'aube est divisée en plusieurs éléments et divers paramètres sont déterminés séparément pour chaque élément. Deux théories peuvent être employées pour le calcul des paramètres des ventilateurs axiaux, en particulier la poussée axiale :
- Théorie du sillage
- Théorie des éléments de lame

### Théorie du sillage

Variation de la pression et de la vitesse d'écoulement à travers un disque d'hélice. "Fluid at rest": fluide au repos. "Propeller disc": disque de l'hélice. "Fluid in motion": fluide en mouvement. "Upstream" (indice u): amont. "Downstream" ("slipstream", indice s): aval.

Sur la figure, l’épaisseur du disque du ventilateur est considérée comme négligeable. La limite entre le fluide en mouvement et le fluide au repos est représentée. Par conséquent, l’écoulement est considéré comme ayant lieu dans un conduit convergent virtuel, où :
- {\displaystyle D} est le diamètre du disque d'hélice
- {\displaystyle D_{s}} est le diamètre en sortie

| Paramètre    | Pression                                           | Densité                         | Rapidité                                                                    | Enthalpie de stagnation                              | Enthalpie statique                                                                                              |
| −∞           | Patm                                               | {\displaystyle \rho _{atm}}     | Cu (vitesse amont)                                                          | {\displaystyle h_{ou}}                               | {\displaystyle h_{u}}                                                                                           |
| +∞           | Patm                                               | {\displaystyle \rho _{atm}}     | Cs (vitesse du sillage)                                                     | {\displaystyle h_{os}}                               | {\displaystyle h_{d}}                                                                                           |
| Relation     | Égal                                               | Égale                           | Inégal                                                                      | Inégal                                               | Égal |
| commentaires | La pression est atmosphérique à la fois à −∞ et +∞ | La densité est égale à −∞ et +∞ | La vitesse change en raison de l'écoulement à travers un conduit convergent | L'enthalpie de stagnation sera différente à −∞ et +∞ | L'enthalpie statique sera la même à −∞ et +∞ car elle dépend des conditions atmosphériques qui seront les mêmes |

Pour satisfaire la contrainte de continuité à travers le disque d'hélice, les vitesses C1 et C2 doivent être égales (C1 = C2 = C), évitant ainsi une onde de choc. En revanche, une différence de pression totale (dynamique et stagnante) est générée à travers le disque.
- La surface A d'un disque d'hélice de diamètre D est :

{\displaystyle A={\frac {\pi D^{2}}{4}}}
- Le débit massique à travers l’hélice est :

{\displaystyle {\dot {m}}={\rho AC}}
- Puisqu'une poussée est une variation de masse multipliée par une vitesse de flux massique, c'est-à-dire une variation de quantité de mouvement, la poussée axiale sur le disque de l'hélice due à la variation d'impulsion de l'air, {\displaystyle F_{x}}, est la suivante[1] :

{\displaystyle F_{\rm {x}}={\dot {m}}{(C_{\rm {s}}-C_{\rm {u}})}={\rho AC}{(C_{\rm {s}}-C_{\rm {u}})}}
- Application du principe de Bernoulli en amont et en aval :

{\displaystyle {\begin{aligned}P_{atm}+{\frac {1}{2}}{\rho C_{u}^{2}}&=P_{1}+{\frac {1}{2}}{\rho C^{2}}\\P_{atm}+{\frac {1}{2}}{\rho C_{s}^{2}}&=P_{2}+{\frac {1}{2}}{\rho C^{2}}\end{aligned}}}
En soustrayant les équations ci-dessus:
{\displaystyle P_{2}-P_{1}={\frac {1}{2}}\rho (C_{s}^{2}-C_{u}^{2})}
- La différence de poussée due à la différence de pression est la surface projetée multipliée par la différence de pression. La poussée axiale due à la différence de pression s'avère donc être :

{\displaystyle F_{x}=A(P_{2}-P_{1})={\frac {1}{2}}\rho A\left(C_{s}^{2}-C_{u}^{2}\right)}
En identifiant la poussée telle que calculée en faisant intervenir la variation de quantité de mouvement à celle obtenue en faisant intervenir la variation de pression, on peut identifier la vitesse au niveau du disque comme la moyenne des vitesses en amont et en aval:
{\displaystyle C={\frac {C_{s}+C_{u}}{2}}}
Par convention, on définit un paramètre {\displaystyle a}: 
{\displaystyle a={\frac {C}{C_{u}}}-1}
de manière à exprimer {\displaystyle C} comme suit:
{\displaystyle C=(1+a)\cdot C_{u}}
{\displaystyle C_{s}} devient alors:
{\displaystyle C_{s}=(1+2a)\cdot C_{u}}
- Calcul du changement d'enthalpie de stagnation spécifique à travers le disque[1]:

{\displaystyle \Delta h_{o}=h_{os}-h_{ou}=\left(h_{d}+{\frac {1}{2}}C_{s}^{2}\right)-\left(h_{u}+{\frac {1}{2}}C_{u}^{2}\right)={\frac {1}{2}}\left(C_{s}^{2}-C_{u}^{2}\right)}
La puissance fournie à l'hélice s'obtient quant à elle en multipliant le débit massique et la variation d'enthalpie de stagnation:
{\displaystyle P_{i}={\dot {m}}{\Delta h_{o}}}, où {\displaystyle {\dot {m}}=\rho AC}
Dans le cas où l'hélice est utilisée pour propulser un avion, le terme {\displaystyle C_{u}} est en fait la vitesse de l'appareil. On a alors comme puissance utile ou effective, le produit de la poussée axiale avec la vitesse de l'avion;
{\displaystyle P=F_{x}C_{u}}
- On peut ainsi exprimer un rendement entre la puissance effective et la puissance idéale, comme suit[1]:

{\displaystyle \eta _{p}={\frac {P}{P_{i}}}={\frac {F_{x}C_{u}}{{\frac {1}{2}}\rho AC\left(C_{s}^{2}-C_{u}^{2}\right)}}={\frac {C_{u}}{C}}={\frac {1}{1+a}}}
- Soit {\displaystyle D_{s}} le diamètre du cylindre de sortie imaginaire. Par équation de continuité ;
{\displaystyle {\begin{aligned}C{\frac {\pi D^{2}}{4}}&=C_{s}{\frac {\pi D_{s}^{2}}{4}}\\\Rightarrow D_{s}^{2}&={\frac {C}{C_{s}}}D^{2}\end{aligned}}}
- D'après les équations ci-dessus, on peut relier les vitesses {\displaystyle C_{s}}et {\displaystyle C} par la relation suivante: 
{\displaystyle C_{s}={\frac {1+2a}{1+a}}C}

Donc;
{\displaystyle D_{s}^{2}=\left({\frac {1+a}{1+2a}}\right)D^{2}}
Par conséquent, l'écoulement peut être modélisé là où l'air circule à travers un conduit divergent imaginaire. Le diamètre du disque de sortie est donc lié au diamètre du disque d'hélice.

### Théorie des éléments de lame

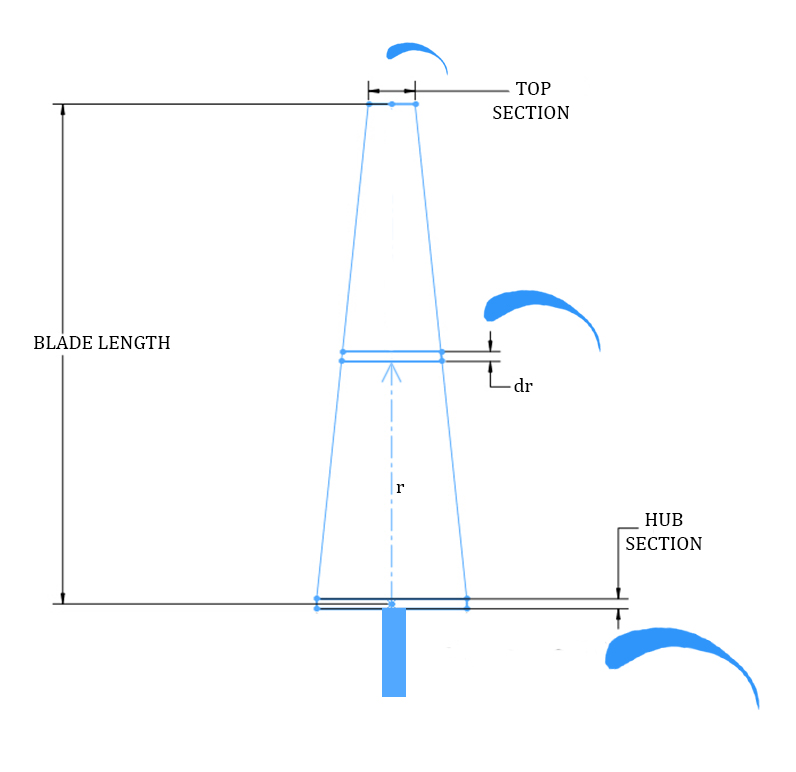
Pale à section variable d'un ventilateur à hélice. "top section": section supérieure. "blade length": longueur de la pale. "hub section": section au moyeu.

Dans cette théorie, un élément infinitésimal ({\displaystyle dr}) est pris à une distance {\displaystyle r} du pied de la pale et toutes les forces agissant sur l'élément sont analysées pour obtenir une solution. On suppose que l'écoulement à travers chaque section élémentaire radiale {\displaystyle dr} est indépendant de l’écoulement à travers les autres éléments,.

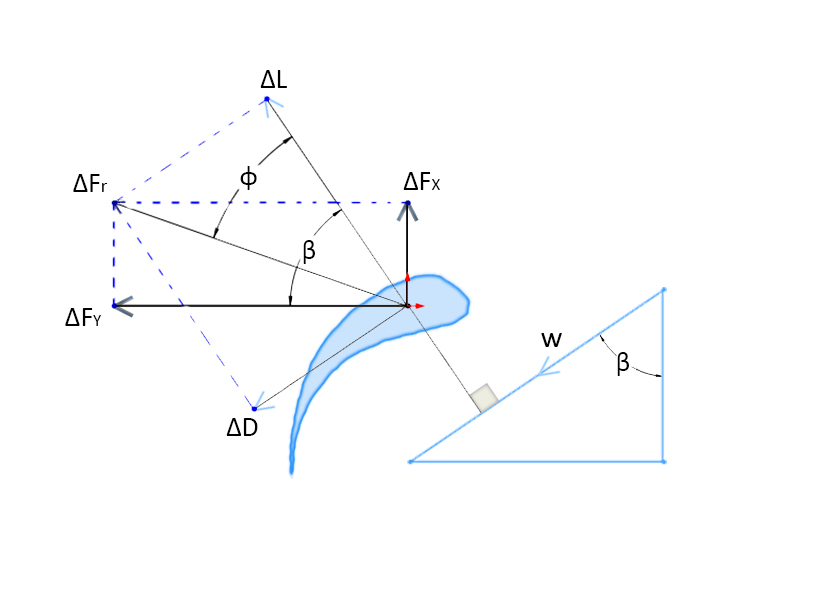
Vue latérale des vitesses et forces d'une pale, prises pour l'écoulement à travers un élément. est la vitesse moyenne dans une direction par rapport à la direction axiale. : force de portance ("lift", perpendiculaire à). : force de traînée ("drag", parallèle à). Les forces axiales et tangentielles sont respectivement et. La force résultante,, est à un angle par rapport à la portance.

On exprime les forces de portance et de traînée dans les directions conventionnelles:
{\displaystyle \Delta F_{x}=\Delta L\sin(\beta )-\Delta D\cos(\beta )}
{\displaystyle \Delta F_{y}=\Delta L\cos(\beta )+\Delta D\sin(\beta )}
Les forces de portances et de trainées sont exprimées par rapport au coefficient de portance ({\displaystyle C_{L}}) et au coefficient de traînée ({\displaystyle C_{D}}):
{\displaystyle \Delta L={\frac {1}{2}}C_{L}\rho w^{2}(ldr)}
{\displaystyle \Delta D={\frac {1}{2}}C_{D}\rho w^{2}(ldr)}
L'angle entre les forces de traînée de portance est donc déterminé par le rapport de leurs coefficients:
{\displaystyle \tan(\phi )={\frac {\Delta D}{\Delta L}}={\frac {C_{D}}{C_{L}}}}
La force axiale peut donc s'exprimer en fonction des coefficients: 
{\displaystyle \Delta F_{x}=\Delta L(\sin \beta -{\frac {\Delta D}{\Delta L}}\cos \beta )=\Delta L(\sin \beta -\tan \phi \cos \beta )={\frac {1}{2}}C_{L}\rho w^{2}ldr{\frac {\sin(\beta -\phi )}{\cos \phi }}}
Pour trouver la poussée totale, il convient encore de multiplier cette force unitaire par pale, par le nombre {\displaystyle z} de pales, c'est-à-dire {\displaystyle z\cdot \Delta F_{x}}. (l'espacement {\displaystyle s} entre pales est naturellement obtenu en divisant la circonférence par le nombre de pales, soit {\displaystyle s=(2\pi r)/z}.
Par conséquent, le différentiel de pression sur un anneau d'hélice d'épaisseur {\displaystyle dr} s'obtient ainsi:
{\displaystyle \Delta p(2\pi rdr)=z\Delta F_{x}}
{\displaystyle \Rightarrow \Delta p={\frac {1}{2}}C_{L}\rho w^{2}({\frac {l}{s}}){\frac {\sin(\beta -\phi )}{\cos \phi }}={\frac {1}{2}}C_{D}\rho w^{2}({\frac {l}{s}}){\frac {\sin(\beta -\phi )}{\sin \phi }}}
En procédant de même pour la direction {\displaystyle y}, on établit {\displaystyle \Delta F_{y}} comme
{\displaystyle \Delta F_{y}={\frac {1}{2}}C_{L}\rho w^{2}ldr{\frac {\cos(\beta -\phi )}{\cos \phi }}}
Le couple est alors {\displaystyle \Delta Q=r\Delta F_{y}}
La poussée et le couple d'une section élémentaire peuvent donc être exprimés simplement par leur proportionnalité respectivement à {\displaystyle F_{x}} et {\displaystyle F_{y}}.

## Caractéristiques de performance

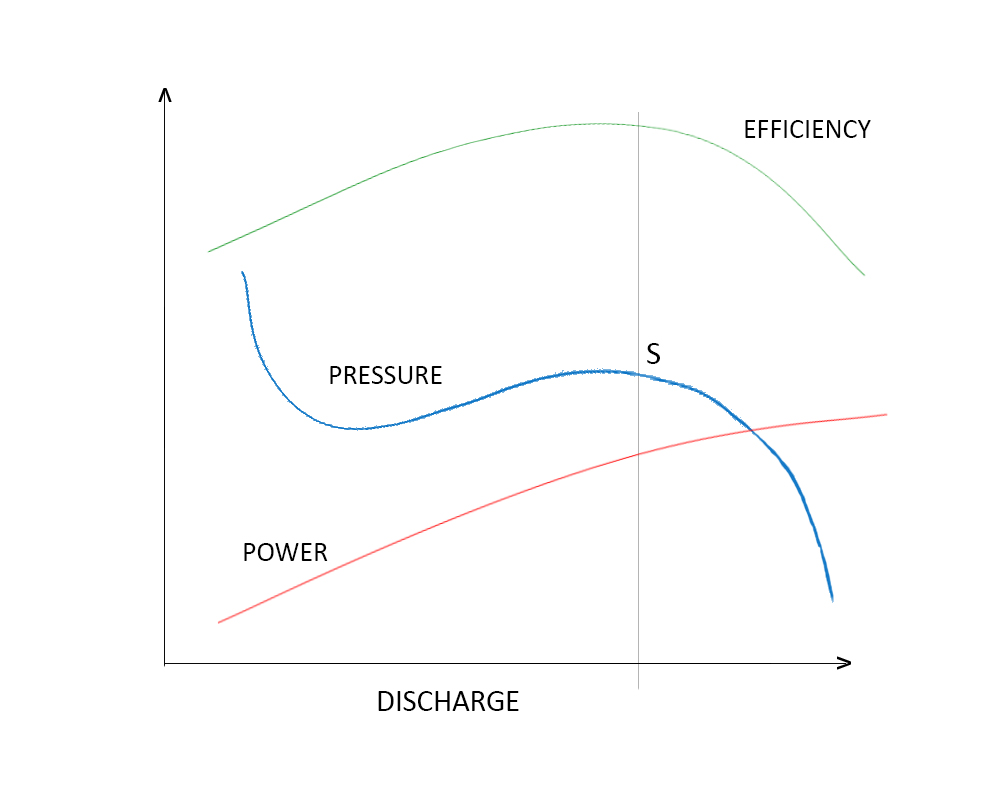
Représentation qualitative des courbes de performances du ventilateur à flux axial. "efficiency": rendement. "pressure": pression. "power": puissance. "discharge": débit.

La relation entre le différentiel de pression et le débit volumique est une caractéristique importante des ventilateurs. Les caractéristiques typiques des ventilateurs axiaux peuvent être étudiées à partir des courbes de performances. Une courbe de performances de ventilateur axial est présentée sur la figure. (La ligne verticale joignant le point d'efficacité maximale est tracée et rencontre la courbe de pression au point "S"). On peut faire les observations suivantes:
1. À mesure que le débit augmente, le rendement augmente jusqu’à atteindre une valeur maximale, puis diminue.
2. La puissance des ventilateurs augmente avec une pente positive presque constante.
3. Des fluctuations de pression sont observées aux faibles débits. À partir du point S, la pression diminue.
4. Les variations de pression à gauche du point « S » provoquent un écoulement instable qui est dû aux deux effets de décrochage et de pompage.

## Causes d'un débit instable
Le décrochage ("stall") et le pompage affectent les performances du ventilateur et de ses pales, et en diminuent le rendement. Ils sont donc indésirables. Ils se produisent en raison d’une conception inappropriée des propriétés physiques du ventilateur, et s’accompagnent généralement d’une génération de bruit.

### Décrochage
La cause du décrochage est la séparation du flux des surfaces des pales. Cet effet peut s'expliquer par l'écoulement sur un profil aérodynamique aile. Lorsque l'angle d'incidence augmente (lors de l'écoulement à faible vitesse) à l'entrée du profil, le modèle d'écoulement change et une séparation se produit. Il s'agit de la première étape du décrochage. À ce point, le flux se sépare, conduisant à la formation de vortex avec reflux dans la région séparée (voir l'article surtension du compresseur). La zone de décrochage pour le ventilateur axial unique et les ventilateurs axiaux fonctionnant en parallèle est illustrée sur la figure.

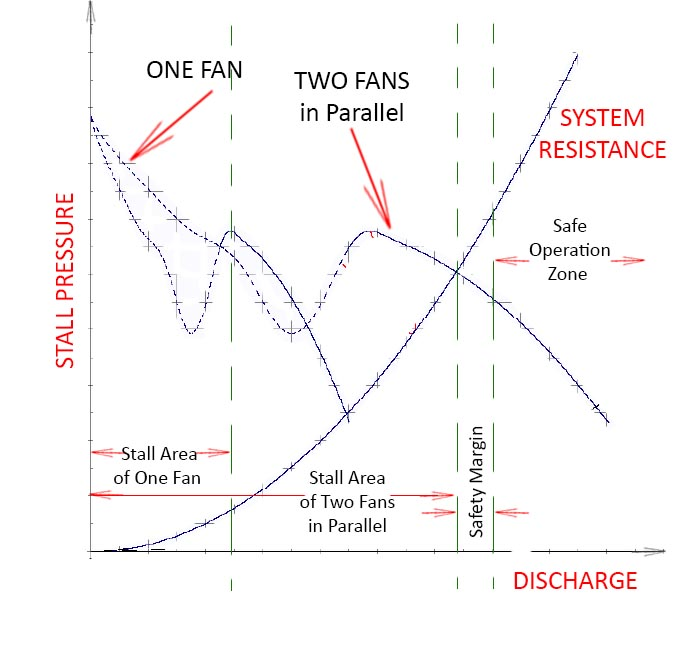
La figure montre les zones sujettes au décrochage pour un ventilateur ("ONE FAN") et pour deux ventilateurs en parallèle ("TWO FANS in parallel"). "SYSTEM RESISTANCE": résistance du système. "Stall area": zone de décrochage. "Safety margin": marge de sécurité. "Discharge": débit. "Stall pressure": pression de décrochage. "Safe operation zone": zone où l'opération est faite en toute sécurité.

Ce graphique permet de déuire les points suivants:
- Pour les ventilateurs fonctionnant en parallèle, les performances sont moindres par rapport aux ventilateurs individuels.
- Les ventilateurs doivent fonctionner dans une zone de fonctionnement sûre pour éviter les effets de décrochage.

#### Les variateurs électroniques de vitesse ne sont pas pratiques pour certains ventilateurs axiaux
De nombreuses pannes de ventilateurs axiaux se sont produites après que des ventilateurs axiaux à pales contrôlées aient été verrouillés dans une position fixe et que variateurs électroniques de vitesse aient été installés.En effet, les ventilateurs axiaux présentent des zones d'instabilité sévères, et ne doivent donc pas être mis en fonctionnement dans toutes les conditions. On veillera notamment à des combinaisons d'angles de pales, de vitesses de rotation, de débits massiques et de pressions qui peuvent exposer le ventilateur à des conditions de décrochage.

### Effet de pompage
Le pompage provoque une panne complète des ventilateurs. Il est principalement du à trois facteurs:
- Surtension du système
- Surtension du ventilateur
- Mise en parallèle

### Surtension du système
Cette situation se produit lorsque la courbe de résistance du système et la courbe de pression statique du ventilateur se croisent, ont une pente similaire, ou sont parallèle l'une à l'autre. Plutôt que de se croiser en un point défini, les courbes s'avoisinent sur une plage étendue de régions, signalant la montée en puissance du système. Ces caractéristiques ne sont pas observées dans les ventilateurs axiaux.

### Surtension du ventilateur
Ce fonctionnement instable résulte du développement de gradients de pression dans le sens opposé de l'écoulement. Le résultat est l'oscillation des pales du ventilateur créant des vibrations et donc du bruit.

### Mise en parallèle
Cet effet concerne le cas de ventilateurs multiples. Un symptôme est que cela provoque un bruit, spécifiquement appelé battement. Pour éviter les battements, on peut notamment modifier les conditions d'entrée, ou introduire des différences de vitesse de rotation entre les différents ventilateurs.

## Méthodes pour éviter un écoulement instable
En concevant les pales du ventilateur avec un rapport moyeu-pointe approprié et en analysant les performances sur le nombre de pales afin que le flux ne se sépare pas sur la surface des pales, ces effets peuvent être réduits. Certaines des méthodes permettent de surmonter ces effets, comme la recirculation de l'excès d'air à travers le ventilateur. Les ventilateurs axiaux sont des dispositifs à vitesse spécifique élevée qui les font fonctionner avec un rendement élevé et, pour minimiser les effets, ils doivent fonctionner à basse vitesse. Pour contrôler et diriger le débit, il est suggéré d'utiliser des aubes directrices. Les écoulements turbulents à l'entrée et à la sortie des ventilateurs provoquent décrochage. L'écoulement doit être rendu laminaire, ce qui peut être fait en utilisant un stator pour éviter les effets de décrochage

## Remarques
1. 1 2 3 4 5 6 7 8 9 10 11 12 13 14 15 16 17 18 19 20 21 22 23 24 25 26  (en) S. M. Yahya, Turbines Compressors And Fans, McGraw-Hill, 2010, 622–9 p. (ISBN 978-0-07-070702-3), « Chapitre 14 »
2. ↑  POOLE, « The Theory and Design of Propeller-Type Fans », Selected Engineering Papers, vol. 1, no 178,‎ 1er janvier 1935 (DOI 10.1680/isenp.1935.13442)
3. ↑  Marble, « The Flow of a Perfect Fluid Through an Axial Turbomachine with Prescribed Blade Loading », Journal of the Aeronautical Sciences, Institute of the Aeronautical Sciences, vol. 15, no 8,‎ 1948, p. 473–485 (DOI 10.2514/8.11624)
4. 1 2  « Stall, Problems and Solutions » [archive du 3 octobre 2013] (consulté le 10 mai 2013)
5. ↑  « Improving Fan System Performance », U.S. Dept. of Energy, p. 35 (39/92), Last paragraph
6. ↑  « System Surge, Fan Surge and Paralleling » [archive du 13 janvier 2007] (consulté le 12 mai 2013)
7. ↑  « Destratification Fans by Airius » [archive du 20 avril 2017], Airius LLC (consulté le 19 avril 2017)